# Джеронимо: Американская легенда
«Джеронимо: Американская легенда» (англ. Geronimo: An American Legend) — кинофильм о шагах Американского правительства по покорению коренного населения и о вожде Джеронимо.

## Сюжет
1885—1886 годы. Пять тысяч американских солдат брошены на то, чтобы раз и навсегда подавить сопротивление индейцев. Во главе повстанцев стоит легендарный индейский воин Джеронимо. Похоже, что ему и горстке его храбрецов не страшна даже такая большая армия.
Легендарного индейца удаётся взять в плен, но Джеронимо сбегает в сторону Мексики. И тогда разъярённый бригадный генерал приказывает разделаться с непокорным предводителем краснокожих.

## В ролях
- Джейсон Патрик — Чарльз Гейтвуд
- Джин Хэкмен — Джордж Крук
- Роберт Дюваль — Эл Сибер
- Уэс Стьюди — Джеронимо
- Мэтт Деймон — Бриттон Дэвис
- Родни Грант — Мангас
- Кевин Тай — Нельсон Майлс
- Джим Бивер — офицер
- Стив Ривис — Чато
- Джон Финн — капитан Хентиг
- Рино Тандер — Нана
- Стюарт Прауд Игл Грант — сержант Датчи
- Стивен Макхэтти — Шуновер
- М. К. Гейни — храбрый шахтер
- Скотт Уилсон — Редондо
- Марк Бун мл. — испуганный шахтер